# Douglas Blubaugh
Douglas Blubaugh (né le 31 décembre 1934 et mort le 16 mai 2011) est un lutteur américain spécialiste de la lutte libre. Il devient champion olympique dans la catégorie de poids mi-moyens aux Jeux olympiques d'été de 1960.

## Palmarès

### Jeux olympiques
- Jeux olympiques de 1960 à Rome,  Italie
  -  Médaille d'or